# Jan Jakub Symonowicz
Jan Jakub Symonowicz (ur. 29 grudnia 1740 w Kamieńcu Podolskim, zm. 3 października 1816 we Lwowie) – polski duchowny ormiańskokatolicki, od 1801 arcybiskup lwowski obrządku ormiańskiego.

## Życiorys
Urodził się w rodzinie ormiańskiej. W 1758 wstąpił do Papieskiego Kolegium Teatynów we Lwowie. Wyświęcony w 1764 przez abpa Jakuba Stefana Augustynowicza dla archidiecezji ormiańskiej we Lwowie. Pracownik nuncjatury papieskiej w Warszawie, przez 16 lat kaznodzieja katedralny we Lwowie, ostatni proboszcz w Łucku od 1783, wikariusz generalny abpa Jakuba Tumanowicza od 1785.
W 1798 wybrany przez kler ormiański na następcę zmarłego abpa Tumanowicza. Z powodu wygnania i śmierci papieża Piusa VI, prekonizowany i wyświęcony dopiero trzy lata później. Święcenia przyjął 1 marca 1801 z rąk arcybiskupa Kajetana Ignacego Kickiego.
Od 1800 dziekan wydziału teologicznego na Uniwersytecie Lwowskim. Z powodzeniem zabiegał o utworzenie kapituły ormiańskiej we Lwowie i diecezji ormiańskokatolickiej w Mohylowie Podolskim.
Zmarł 3 października 1816 we Lwowie, pochowany na Cmentarzu Łyczakowskim.